# Torgu
Torgu (em estoniano:  Torgu vald) é um município rural estoniano localizado na região de Saaremaa.

## Reino de Torgu
Em 1992, após a independência da União Soviética, um erro na nova constituição da Estônia fez com que Torgu fosse excluído. Em resposta, os 500 habitantes da área decidiram formar seu próprio reino. O Reino de Torgu. O jornalista e ativista Kirill Teiter se tornou seu primeiro monarca. No ano seguinte, o erro foi corrigido e Torgu passou oficialmente a fazer parte da Estônia. No entanto, a bandeira e o escudo do reino ainda podem ser vistos na freguesia.
O Rei de Torgu foi escolhido pela população em um referendo. Em 5 de setembro de 1992, um cidadão chamado Kiril Teiter, foi convidado a concorrer ao primeiro rei do reino recém-criado. No referendo geral de 20 de setembro de 1992, em nome das eleições para o 7º Riigikogu da República da Estônia, Kirill Teiter recebeu a maioria dos votos no círculo eleitoral nº 6 (Hiiu, Lääne e Saaremaa) Candidato candidato ao Real da Estônia Festa.
A cerimônia de assassinato de Kirill Teiter como rei de Torg ocorreu em 28 de novembro de 1992 em Kuressaare. Isso foi feito por Leevi Häng, o autor da ideia para a criação de TK, o presidente da Sociedade de Restauração e Desenvolvimento Sõrve, que deu ao rei três tarefas principais para realizar em nome da comunidade Taga-Sõrve:
1) Restaurar a jurisdição da República da Estónia em Taga-Sõrve através da restauração do município rural de Torgu;
2) Obter indenização pelos danos causados à Alemanha pela Segunda Guerra Mundial;
3) Obter maior reconhecimento internacional como destino turístico de Sõrvemaa com sua bela natureza e seu lar e história extremamente únicos.
Devido à organização estatal de TK, Sua Majestade Cyril I está no exílio a maior parte do tempo depois de desempenhar as funções principais que lhe são atribuídas e de encerrar sua condição de membro do Riigikogu. A fim de lidar com as funções de representação do TK no local em Taga-Sõrve e questões atuais, Sua Majestade nomeou e autorizou assistentes da comunidade de Taga-Sõrve.